# Noordland
Die Noordland war ein 1884 in Dienst gestelltes Passagierschiff der belgisch-amerikanischen Reederei Red Star Line, das im Passagierverkehr überwiegend auf der Route Antwerpen–New York eingesetzt wurde. Das Schiff wurde 1908 außer Dienst gestellt und abgewrackt.

## Geschichte
Das 5212 BRT große Dampfschiff Noordland wurde auf der Werft Laird Brothers in Birkenhead für die Red Star Line gebaut und lief am 1. November 1883 vom Stapel. Das 121,9 Meter lange und 14,3 Meter breite Schiff hatte einen Schornstein, vier stählerne Masten und einen vierblättrigen Einzelpropeller. Die Höchstgeschwindigkeit lag bei 13 Knoten (24 km/h). An Bord war Platz für 619 Passagiere (63 Erste Klasse, 56 Zweite Klasse, 500 Dritte Klasse). Mittschiffs im Deckhaus befand sich der Hauptsalon, der von einem domartigen Oberlicht gekrönt wurde. Darüber erstreckte sich das fast 50 Meter lange Promenadendeck. Die Kabinen befanden sich unterhalb des Salons auf dem Hauptdeck.
Das aus Stahl gebaute Schiff konnte 5000 Tonnen Fracht laden. Es gab vier Decks, von denen drei mit Stahl belegt waren. Der Schiffsrumpf war mit wasserdichten Schotten ausgestattet. Die Dampfmaschine war mit einem Hochdruck- und einem Niederdruckzylinder versehen, die eine Leistung von 2500 PSi erbringen konnten. Die Kohle wurde in die insgesamt 18 Feuerungen der drei Doppelender-Dampfkessel per Hand geschaufelt. Die elektrischen Lampen, die in den Aufenthaltsräumen und dem Maschinenraum verwendet wurden, stammten von Siemens Brothers & Co.
Wie bei Red Star üblich war Antwerpen in Belgien der Heimathafen und das Schiff fuhr unter belgischer Flagge. Am 29. März 1884 lief die Noordland in Antwerpen zu ihrer Jungfernfahrt nach New York aus. Sie fuhr fast während ihrer gesamten Dienstzeit auf dieser Strecke. Am 30. Januar 1886 kollidierte die Noordland unter dem Kommando von Kapitän H. E. Nickels im North River bei dichtem Schneetreiben und daraus resultierender geringer Sichtweite mit der Servia der Cunard Line. Während die Servia kaum Schäden davontrug, wurde die Steuerbordseite des Bugs der Noordland tief eingedrückt.
Am 9. März 1901 legte der Dampfer zum vorerst letzten Mal von Antwerpen nach New York ab. Danach wurde die Noordland an die American Line verchartert, die sie in ein Zweiklassenschiff umrüstete, sodass von nun an 160 Passagiere der Zweiten und 500 der Dritten Klasse aufgenommen werden konnte. Ab dem 24. April 1901 pendelte die Noordland dauerhaft zwischen Liverpool und Philadelphia. Ab dem 28. März 1906 wurde sie vorübergehend für zwei Rundfahrten auf ihrer alten Route Antwerpen–New York eingesetzt, fuhr danach aber wieder von Liverpool nach Philadelphia. Im Jahr 1908 vollendete die Noordland ihre letzte Fahrt und wurde noch im selben Jahr abgewrackt.